# Вулиця Євгена Чикаленка (Кропивницький)
Вулиця Євгена Чикаленка — вулиця в Подільському районі Кропивницького. Пролягає від вулиці Юрія Олефіренка до вулиці Чорновола. Прилучаються вулиці Кавалерійська, Ельворті, Нейгауза, Шульгиних.

## Історія
Територія, забудована землянками під назвою Кузні виникла у 60-х роках XIX ст. Після створення 1874 року заводу Ельворті тут виникли вулиці, одна з яких була заселена робітниками ковальського цеху заводу, тому здобула назву Кузнечна.
У 1930-х роках, після розширення території заводу, вулиця змінила назву на Грузова, а з 1974 року на Медведєва. Сучасна назва — з 2016 року.